# Дато Турашвілі
Давид «Дато» Турашвілі ( груз. დავით (დათო) ტურაშვილი; 10 травня 1966, Тбілісі) — грузинський письменник.
У 1989 році він був одним із лідерів студентської акції протесту, яка проходила в монастирях Давидгареджа на сході Грузії, територія якої використовувалася військовими Радянського Союзу як полігон. Його перші романи, опубліковані в 1988 році, засновані на потрясіннях тих подій. Прем'єра його п'єси «Покоління джинсів» відбулася в травні 2001 року. Серед інших публікацій Турашвілі — подорожі «Відома і невідома Америка» (1993) і «Катманду» (1998), дві збірки короткої художньої літератури та сценаріїв фільмів; його перша збірка короткої художньої літератури «Мерані» (1991).
Окрім сценаріїв, він пише романи, оповідання та п’єси. Дато Турашвілі видав у Грузії близько 16 книг. Його твори перекладені сімома мовами та публікуються в різних періодичних виданнях різних країн. Його роман «Втеча з СРСР» вже вийшов у п’яти країнах Європи. Він є автором грузинських бестселерів і брав участь в експедиції гірців у гори Кавказу, Анд і Гімалаїв. Крім того, він є автором науково-дослідних листів з літературознавства та історіографії. Перекладав як прозаїчні, так і поетичні тексти з російської, англійської, іспанської та турецької мов.